# Kopfbahnhof 21

Logo

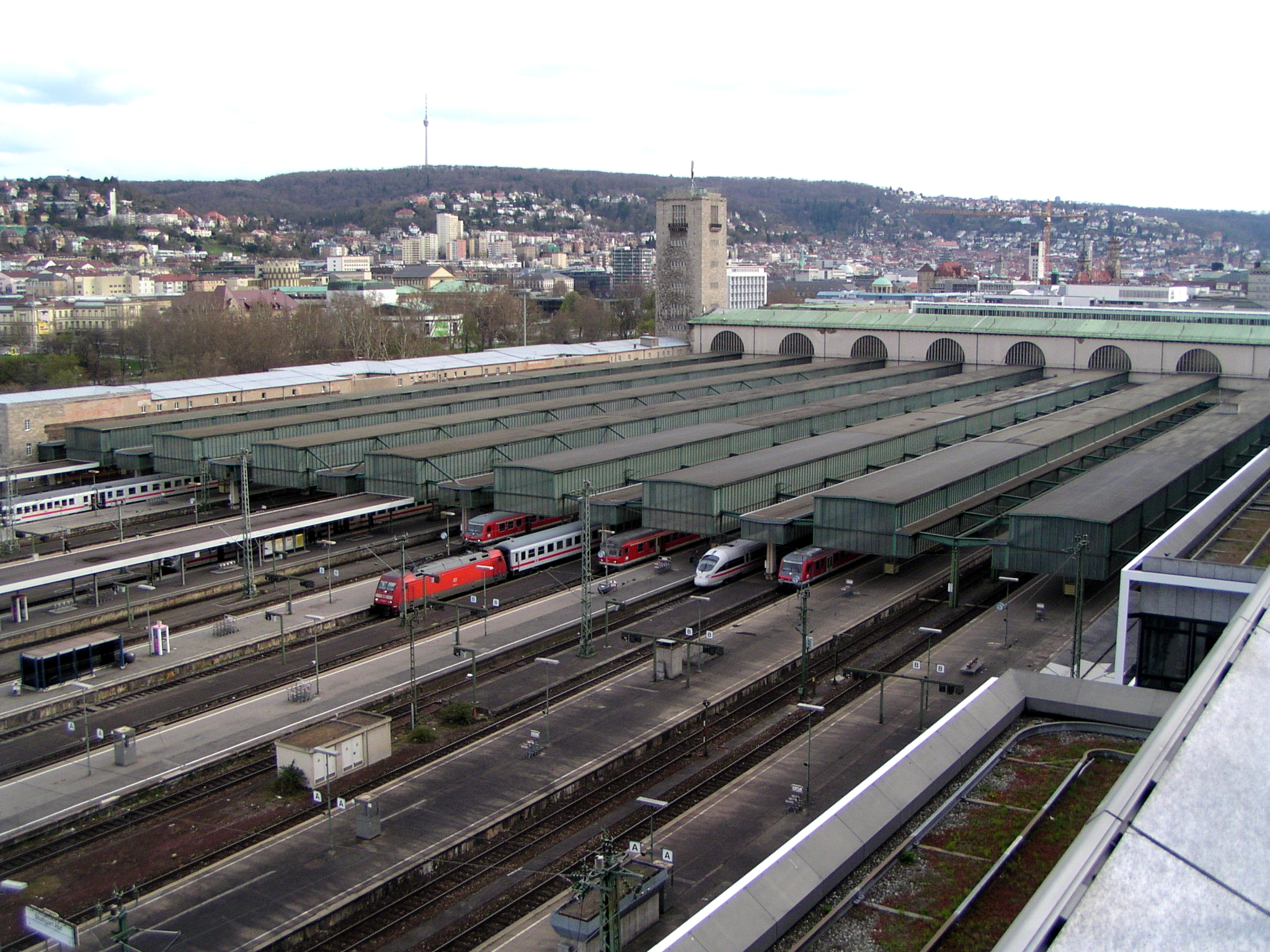
Hauptbahnhof Stuttgart (2008)

Als Kopfbahnhof 21 wird ein im Jahr 2006 entstandenes Konzept zur Umgestaltung des Eisenbahnknotens Stuttgart bezeichnet. Es sollte eine Alternative zum seit Februar 2010 im Bau befindlichen Stuttgart 21 darstellen. Es sieht vor, den Stuttgarter Hauptbahnhof als Kopfbahnhof zu erhalten und den Anschluss an die Neubaustrecke Wendlingen-Ulm über einen Neubauabschnitt zwischen Esslingen-Mettingen und Wendlingen zu schaffen. Der Begriff Kopfbahnhof 21 wurde durch eine gemeinsame Initiative von Verkehrsclub Deutschland, Pro Bahn, Leben in Stuttgart und anderen geprägt.

## Motivation und Inhalte des Konzepts

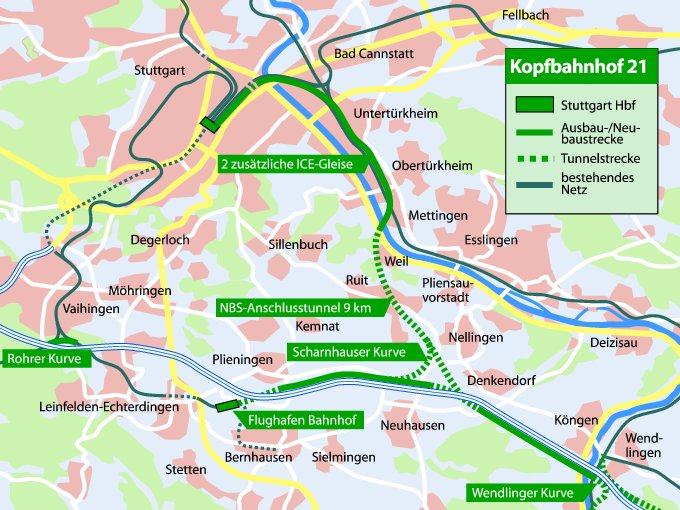
Skizze wesentlicher Maßnahmen im Zuge von Kopfbahnhof 21

Mit dem Konzept Kopfbahnhof 21 sollen ähnliche Ziele erreicht werden wie mit dem Konzept Stuttgart 21. Das Konzept beantwortet also folgende Fragen:
- Wie soll die geplante Neubaustrecke Wendlingen–Ulm in den Hauptbahnhof eingebunden werden?
- Wie kann der Flughafen Stuttgart besser an den Hauptbahnhof, die Region und den gesamten süddeutschen Raum angebunden werden?
- Können von der Eisenbahn in der Stuttgarter Innenstadt belegte Flächen für die städtebauliche Entwicklung freigemacht werden?
- Wie kann der Schienenverkehr in der Region Stuttgart allgemein attraktiver und wirtschaftlich effizienter gestaltet werden?

|   | Baustein                               | Vorzüge nach Darstellung K21-Befürworter                                           |
| 1 | Modernisierung des Bahnhofs            | ebenerdige, großräumige Bahnsteige                                                 |
| 2 | Ertüchtigung des Gleisvorfeldes        | Leistungssteigerung durch wenige Zubaumaßnahmen                                    |
| 3 | Ausbau der Zulaufstrecken              | Verknüpfung der Regional- und Fernbahn Integraler Taktfahrplan                     |
| 4 | Anbindung der Neu- baustrecke nach Ulm | Halbierung der Fahrzeit nach Ulm (auch ohne S 21 möglich)                          |
| 5 | Flughafenanbindung und Neue Messe      | mehrere Varianten möglich kurzfristig umsetzbar durch Nutzung der Bestandsstrecken |

Das Konzept Kopfbahnhof 21 sieht im Wesentlichen folgende Maßnahmen als technische Antworten auf obige Fragen vor:
- Modernisierung des Bahnhofszulaufs: Spurplan im Hauptbahnhof, ein neues Überwerfungsbauwerk und zwei zusätzliche Gleise von Bad Cannstatt kommend. Damit soll die Kapazität des Bahnhofs gesteigert werden und ein integraler Taktfahrplan ermöglicht werden.
- Verbreiterung und Renovierung der existierenden Kopfbahnsteige und Bau einer neuen Bahnsteighalle. Der notwendige Raum soll aus nicht mehr benötigten Gepäckbahnsteigen und Rangiergleisen gewonnen werden.
- Freigabe von ungenutzten Gleisflächen für städtebauliche Nutzung (ca. 75 ha[2], gegenüber ca. 100 ha bei Stuttgart 21)
- Anschluss der Neubaustrecke Richtung Ulm an den Flughafen entlang der Autobahn. Verbindung zum Hauptbahnhof durch neue Gleise im Neckartal bis Mettingen und von dort durch einen Tunnel zur Autobahn. Diese Strecke kann sowohl aus Richtung Flughafen als auch Richtung Ulm genutzt werden.
- Nutzung des S-Bahnhofs am Flughafen auch für Fern- und Regionalzüge der Neubaustrecke und der Gäubahn.

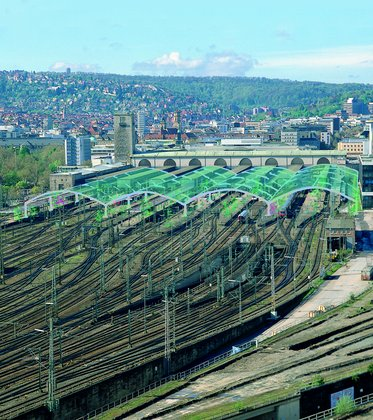
Fotomontage einer möglichen Bahnsteigüberdachung im Rahmen von Kopfbahnhof 21

Unter dem Vorbehalt, dass diese Pläne realisierbar sind, ergeben sich nach Angaben der Kopfbahnhof-21-Befürworter folgende Vorteile:
- 16 Gleise[3] (Kopfbahnhof) gegenüber 8 Gleisen des Durchgangsbahnhofes. Damit könne ein Vollknoten des integralen Taktfahrplans eingeführt werden.
- geringere Baukosten und weniger Bauarbeiten in der Stuttgarter Innenstadt sowie im Bereich der Mineralwasserquellen
- höhere Effizienz, verbessertes Umsteigen und verkehrliche Flexibilität des oberirdischen Bahnhofs, geringere Betriebskosten
- höhere Aufenthaltsqualität in oberirdischem Bahnhof, schönere Aussicht bei oberirdischen Bahnhofseinfahrten
- in Teilschritten umsetzbar, die einzeln begonnen werden können und auch ohne weitere Maßnahmen Nutzen tragen

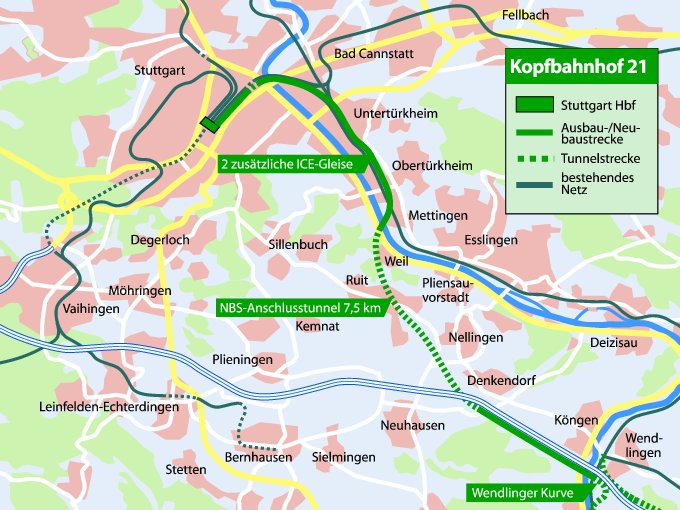
Variante zur Anbindung der Neustrecke (ohne Flughafenanbindung)

## Anbindung der Neubaustrecke und Ringkonzept
Im Konzept Kopfbahnhof 21 wurde vorausgesetzt, dass die Neubaustrecke nach Ulm in der Variante H-Minus realisiert wird. Die Anbindung erfolgte durch einen Tunnel von Obertürkheim nach Denkendorf. Der Abschnitt zwischen Bad Cannstatt und Obertürkheim sollte dazu auf dem vorhandenen Bahngelände sechsgleisig ausgebaut werden.
Der bestehende S-Bahnhof am Flughafen Stuttgart soll durch eine kurze Verbindungsstrecke zur Neubaustrecke bei Denkendorf und zur Neckartalbahn bis Obertürkheim an das bestehende Schienennetz angebunden werden. Durch diese Ergänzungen entsteht ein Ringsystem zwischen Hauptbahnhof und Flughafen. Mit der Rohrer Kurve würde eine Tangentialverbindung von Böblingen nach Esslingen über den Flughafen ermöglicht. Der Abschnitt Bad Cannstatt – Obertürkheim sollte um zwei Gleise erweitert werden.

## Geschichte
In der Anfang 1995 vorgelegten Machbarkeitsstudie für das Projekt Stuttgart 21 wurden die Kosten die Instandsetzung und Modernisierung des Bahnknotens Stuttgart Kosten von 2,901 Milliarden DM (Preisstand 1993, entspricht heute etwa 2,6 Milliarden Euro, jeweils einschließlich 15 Prozent Planungskosten) erwartet. Dabei entfielen
- 937 Mio. DM auf die Erneuerung von Ingenieurbauwerken, deren wirtschaftliche Nutzungszeit teilweise bereits abgelaufen war;
- weitere 325 Mio. DM Reinvestitionen entfielen auf Erdkörper und Oberbau
- sowie 263 Mio. DM in Sicherungs-, Kommunikations- und Starkstromtechnik.[5]

Die Gesamtsumme der im Hinblick auf Stuttgart 21 zurückgestellten Investitionen lag bei 1,67 Milliarden DM. 1.002 Mio. DM waren für Zuführung zur Neubaustrecke (Ausbau Obertürkheim–Untertürkheim, Neubau Obertürkheim–Denkendorf–Wendlingen) vorgesehen. 184 Mio. DM wurden für die Modernisierung des Abstellbahnhofs angesetzt.
Im Frühjahr 1995 legte die Arbeitsgruppe Stuttgart 21/Entwicklungskonzept Filder der Grünen drei Alternativkonzepte vor:
- Die Variante Stuttgart 21 Plus entsprach dem Stuttgart-21-Konzept, sah im Hauptbahnhof jedoch zwölf statt acht Bahnsteiggleise vor.[6]
- Die Variante Stuttgart 21 Kombi sah vor, den Fernverkehr in einen viergleisigen unterirdischen Durchgangsbahnhof zu führen und den oberirdischen Kopfbahnhof für den Regionalverkehr zu erhalten.[6]
- Die Variante Stuttgart 21 Lean sah vor, den bestehenden Kopfbahnhof zu erhalten (ohne unterirdischen Durchgangsbahnhof). Die Neubaustrecke nach Ulm sollte, entsprechend den ursprünglichen DB-Planungen, über Esslingen-Mettingen nach Denkendorf führen.[6]

Die Arbeitsgruppe favorisierte die Varianten LEAN und KOMBI. Die Alternative LEAN entspricht weitgehend „Kopfbahnhof 21“. Die Ergebnisse sind im Planfeststellungsbeschluss zusammengefasst und dieser weiterhin zugänglichen Quelle zu entnehmen.
In der Abwägung stellte die Planfeststellungsbehörde fest, dass bei einem Beibehalt des Hauptbahnhofs an erster Stelle die geringeren Gefahren für das Grundwasser, insbesondere für das Mineral- und Heilwasser zu sehen seien. Bei den Neckarquerungen verblieben jedoch Gefahrbereiche durch den erforderlichen Brückenbau. Ferner seien die Eingriffe in die Umweltschutzgüter Tiere und Pflanzen, Boden sowie Luft und Klima geringer, die Betroffenheit privaten Eigentums sei geringer, Ziele des Denkmalschutzes blieben gewahrt. Nachteilig sei die bauzeitliche Behinderung des Bahnverkehrs. (Beschluss PFA 1.1, S. 203)
Die Antragsplanung trage zum Ziel der Reduktion der Lärmemissionen am meisten bei, ebenso zu den städtebaulichen Entwicklungsmöglichkeiten. Da letztlich keine gravierenden Nachteile zu erkennen seien und die vorgenannten Gefährdungen und Belastungen besonders beim Grundwasser durch „aufwendige Bauverfahren, ein ausgeklügeltes Grundwassermanagement und durch ein differenziertes ‚Handlungskonzept Problemszenarien’ beherrschbar seien, dränge sich keine der geprüften Alternativen als zur Verwirklichung der Planung besser geeignet auf.“ (Beschluss PFA 1.1, S. 203)
In der Abwägung sind die Kosten aufgeführt, allerdings nicht entscheidungsrelevant geworden:

„Den Kosten des Projektes Stuttgart 21 kommt in der öffentlichen Diskussion hohe Bedeutung zu. Tatsächlich sind die Investitionskosten für die Antragsplanung von allen Alternativen die höchsten. Die Vorhabenträgerin hat in den Antragsunterlagen Kosten von 4,9 bis 5,06 Mrd. DM genannt.… Die Vorhabenträgerin hat dargelegt, dass die beantragte Lösung einen wirtschaftlichen Eisenbahnbetrieb ermöglicht und im übrigen auf ständig aktualisierte Wirtschaftlichkeitsuntersuchungen hingewiesen. Im Rahmen dieser Prüfung ist jedoch zu prüfen, ob die beantragte Lösung in rechtmäßiger Weise gebaut werden darf. Die Fragen der Kosten und der Wirtschaftlichkeit eines Projekts werden bereits vor der Antragstellung von den Stellen geprüft, die über die Finanzierung des Vorhabens zu entscheiden haben. Ob hierfür eine vergleichende Nutzen-Kosten-Analyse erforderlich ist, ist daher nicht Gegenstand dieses Verfahrens, sondern gehört zu diesem Entscheidungsprozeß“

Die von Heiner Geißler moderierten „Schlichtungsgespräche“ zwischen Vertretern von Projektbefürwortern und -gegnern von Stuttgart 21 thematisierten am 12. November 2010 das Konzept Kopfbahnhof 21.
Die Befürworter von „Kopfbahnhof 21“ stellten dabei die fünf Ausbaustufen in den Vordergrund, die diesem Konzept einen schnellen verkehrlichen Nutzen bei verminderten Risiken beimisst. Im Zuge der „Schlichtungsgespräche“ sind Wirtschaftsprüfer hinzugezogen worden, die im Schwerpunkt die Kostenangaben für „Stuttgart 21“ beurteilten. Sie haben sich im Zusammenhang mit möglichen Ausstiegskosten auch zu den Kosten für „Kopfbahnhof 21“ geäußert und stellten dazu fest: Die für die Weiterführung des Kopfbahnhofs von der Deutschen Bahn AG genannten Kosten von 1,345 Mrd. Euro bezögen sich auf den Zeitraum bis 2054, enthielten also spätere Instandhaltungsaufwendungen wie sie auch für „Stuttgart 21“ nach 20-jähriger Lebensdauer anzusetzen seien. Die eigentlichen Instandsetzungsinvestitionen lägen bei 488 Mio. Euro bis 2020 gemäß Angaben der Deutschen Bahn AG.
Die grün-rote Landesregierung geht von 800 Mio. Euro Kosten für die Erneuerung des Kopfbahnhofs und des Gleisvorfeldes sowie für die Verbesserungen der Zulaufstrecken aus. Hinzu kommen die Kosten für die neu zu bauenden, etwa 8 km oberirdischen Streckenabschnitte und für den 7,5 km langen Tunnel zwischen Esslingen-Mettingen und Wendlingen. Seitens der Deutschen Bahn AG sind hierfür Kosten von 1,05 Milliarden Euro genannt worden.
Angesichts des zunehmenden Baufortschritts des Projekts wurden ab 2015 verschiedene Nachfolgekonzepte entwickelt, zum Beispiel Umstieg 21 und Stuttgart 21-KombiModell.

## Diskurs

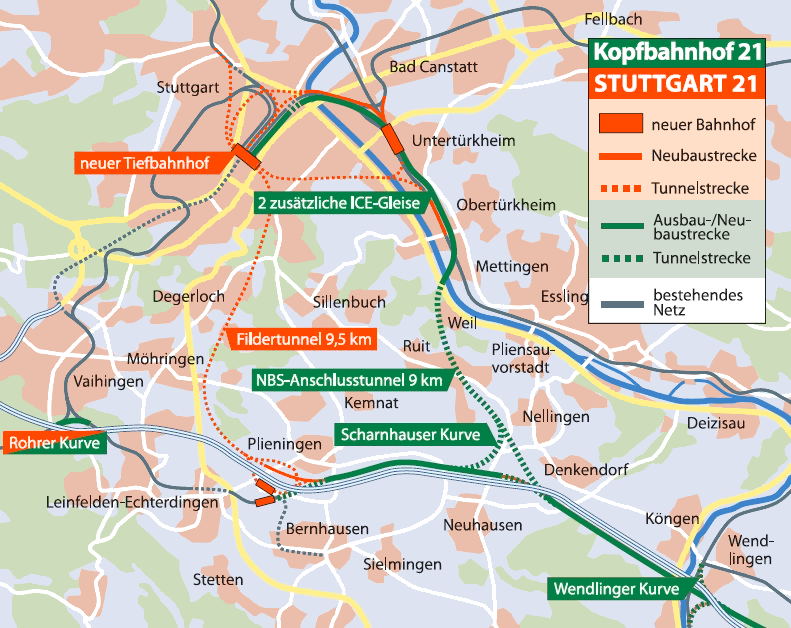
Vergleich der Konzepte Stuttgart 21 und Kopfbahnhof 21 (Skizze)

Nach Angaben von Befürwortern zeichne sich das Projekt gegenüber Stuttgart 21 insbesondere durch die Möglichkeit aus, einen integralen Taktfahrplan einzurichten, binde den Hauptbahnhof an den Flughafen an und erfülle die in einem Betriebsszenario für 2015 geforderten Betriebsleistungen. Auch das Konzept Netz 21 werde erfüllt. Ferner komme das Konzept ohne neue Bahnhöfe aus.
Aus Sicht der Stuttgart-21-Projektplaner (Stand: 2007) sei die Optimierung des Kopfbahnhofs dagegen im Vergleich zu Stuttgart 21 nur die zweitbeste Lösung für den Eisenbahnknoten Stuttgart. So blieben Fahrstraßenausschlüsse übrig, die sich aufgrund der nur fünf Zufahrtsgleise als Leistungsfähigkeitshemmnis erweisen würden. Ferner bleibe auch ein modernisierter Kopfbahnhof weiter ein Engpass im Hochgeschwindigkeitsnetz und sei steigendem Verkehrsaufkommen nur bedingt gewachsen. Der Planfeststellungsbeschluss zu Stuttgart 21 hält fest, dass die „Behauptung, in einem Kopfbahnhof könnten auch alle Regionalzüge durchgebunden werden“ falsch sei.
Von Seiten der Befürworter von Kopfbahnhof 21 wird die Kapazität von Stuttgart 21 mit 52 Zügen pro Stunde angegeben, jene des „reformierten Kopfbahnhofs“ hingegen mit 84 Zügen pro Stunde. Eine Leistungsfähigkeitsstudie im Auftrag der Deutschen Bahn ermittelte als optimalen Leistungsbereich des modernisierten Kopfbahnhofs ein Intervall zwischen 28 und 38 Zügen je Stunde; für den Durchgangsbahnhof wurden 42 bis 51 Züge pro Stunde ermittelt. Die maximale Leistungsfähigkeit liege bei 72 Zügen im Durchgangsbahnhof bzw. 43 Zügen pro Stunde im Kopfbahnhof. Empirische Untersuchungen hätten ferner wesentlich stärkere betriebliche Nachteile des modernisierten Kopfbahnhofs bei Überschreiten dieser Grenze ergeben. Laut Gerhard Heimerl könne der Kopfbahnhof grundsätzlich zwar die bei Stuttgart 21 geforderte Leistungsfähigkeit erreichen, jedoch mit geringerem Nutzen. Von K21-Befürwortern wurden die Berechnungsgrundlagen der von der Deutschen Bahn vorgestellten Leistungsfähigkeitsuntersuchung als „unrealistisch“ bezeichnet, weil für den Durchgangsbahnhof eine Haltezeit der Züge von nur ein bis zwei Minuten angenommen und die Anbindung an das umgebende Gleisnetz nicht berücksichtigt wurde.
Demgegenüber rechnet Egon Hopfenzitz, der ehemalige Leiter des Stuttgarter Hauptbahnhofs, vor, dass schon der derzeitige Kopfbahnhof eine Kapazität von 74 Zügen je Stunde habe, wenn man die Haltezeit auf 6 Minuten reduziert. Ernst Krittian, der ehemals für das Projekt Stuttgart–Augsburg zuständiger Planer, hält einen modernisierten Kopfbahnhof für mindestens genauso leistungsfähig wie den geplanten Durchgangsbahnhof.
Neben dem Gleisbild eines Bahnhofs sind auch seine Zu- und Ablaufstrecken in wesentlichem Maß leistungsbestimmend. Ein Vergleich der Betriebskonzepte von S21 und K21 zeige laut Boris Palmer, einem Befürworter von K21, dass es sich bei S21 um eine relativ wenig leistungsfähige „Sparlösung“ handele, die nicht mehr Züge in der Spitzenstunde verkrafte als der jetzige Kopfbahnhof.
Der Bahnhof Stuttgart Flughafen/Messe müsste im Falle der Realisierung von Kopfbahnhof 21 auf zwei Bahnsteigen pro Stunde 28 Züge abfertigen. Heute werden dort 4 Züge pro Stunde abgefertigt, bei Stuttgart 21 sind in der Station Terminal 14 Züge vorgesehen.
Laut K21-Befürwortern könne das Konzept im Gegensatz zu Stuttgart 21 schrittweise realisiert werden. Kritiker befürchten dagegen mehrjährige Verzögerungen aufgrund neuer Planfeststellungsverfahren. Die anschließenden Arbeiten müssten dabei aufwändig im laufenden Betrieb erfolgen, was den Betrieb einschränke und zu Mehrkosten führe. Zudem sei der Einsatz von akustischen Rottenwarnanlagen nötig. Für den Ausbau des Kopfbahnhofs unter laufendem Betrieb sei eine Bauzeit von etwa 12 bis 15 Jahren erforderlich, da unter Aufrechterhaltung des Betriebs nur abschnittsweise gebaut werden könne. Mit Betriebsbeschränkungen und Behinderungen sei zu rechnen.
K21-Befürworter verweisen auf gegenüber dem Konzept Stuttgart 21 geringere Kosten. Der Verkehrswissenschaftler Gerhard Heimerl geht dagegen (Stand: September 2010) – einschließlich Berücksichtigung der Preissteigerung – von 3,739 Milliarden Euro aus – 349 Millionen Euro weniger als für Stuttgart 21; das Risiko für Kostensteigerungen sei bei K21 größer.
Aufgrund des fehlenden Kostendeckungsbeitrages durch Grundstücksveräußerungen sei diese Summe jedoch nicht gedeckt.
Nach Angaben der Befürworter erreiche Kopfbahnhof 21 eine Einbindung der Neubaustrecke Wendlingen–Ulm zu geringeren Kosten mit 16 Bahnsteiggleisen im Hauptbahnhof (8 bei Stuttgart 21, jeweils ohne S-Bahn). Hierdurch sei mit Kopfbahnhof 21 ein integraler Taktfahrplan realisierbar. Durch Verlegung des Güter- und Abstellbahnhofs würden darüber hinaus ebenfalls Flächen zur Stadtentwicklung in der Stuttgarter Innenstadt frei.
Die geschätzten Kosten des Projekts wurden 2007 aus Befürworterkreisen mit etwa 1,2 Milliarden Euro angegeben. 
Kritiker hingegen halten das Konzept für nicht ausgereift. Bei vergleichbaren Kosten wie Stuttgart 21 werde ein niedrigerer Nutzen erzielt.
Nach Angaben der S21-Projektplaner von 2007 würde eine Leistungssteigerung des Hauptbahnhofs, einschließlich des dazu erforderlichen 5. und 6. Gleises nach Bad Cannstatt, 1,15 Milliarden Euro kosten. Ferner fielen für einen Aufstiegstunnel zur Filderebene (ähnlich dem Fildertunnel) Kosten von 1,05 Milliarden Euro an, für eine Anbindung des Flughafens über ein Stichgleis weitere 370 Millionen Euro; dieses müsste in einem neuen Kopfbahnhof enden, da der bestehende Flughafenbahnhof den zusätzlichen Verkehr nicht aufnehmen könne. Für weitere Leistungssteigerungen sei darüber hinaus ein 5. und 6. Gleis von Untertürkheim nach Esslingen-Mettingen erforderlich, wobei in größerem Umfang bestehende Bebauung und Straßen abzureißen und neu zu errichten wären. Das Projekt sei ohne Aussicht auf Finanzierung. Die erwünschte Vernetzung der Verkehrsträger ist dem Planfeststellungsbeschluss zu Stuttgart 21 zufolge bei K21 nicht möglich.
Nach K21-Befürworter-Angaben seien keine Eingriffe in Privateigentum und nur geringe Eingriffe in die Umwelt erforderlich. Laut Stuttgart-21-Befürwortern führe die Anbindung der Neubaustrecke nach Ulm dagegen durch dicht besiedeltes, ökologisch sensibles Gebiet. Außerdem seien zusätzliche und voraussichtlich höhere Überwerfungsbauwerke notwendig, die ferner Tiefbauarbeiten im Gleisfeld in mindestens gleichem Umfang wie Stuttgart 21 erforderten. Im Schlossgarten und im Neckartal würde es durch das Projekt zu „erheblichen Betroffenheiten“ kommen. Der Planfeststellungsbeschluss zu Stuttgart 21 weist darauf hin, dass im Zuge der für K21 nötigen Verbreiterung der Neckarbrücke Bad Cannstatt Gefahren für das hoch anstehende Mineralwasser unterhalb des Neckars auftreten können. Im Fall einer Verlegung der Betriebsanlagen im Rosensteinpark müsste zudem für die dazu nötigen Rangiergleise in den Unteren Schlossgarten eingegriffen werden, müsste die Platanenallee gefällt werden und im Rosensteinpark entstünde ein Tunnel in offener Bauweise. Für ein fünftes und sechstes Gleis im Neckartal seien zwischen 6 und 8 Metern hohe Stützmauern auf 4.200 Meter Länge notwendig. Das Aktionsbündnis gegen Stuttgart 21 betont dagegen, für Kopfbahnhof 21 seien keine Eingriffe in den Schlossgarten erforderlich. Die Planungen für die beiden zusätzlichen Gleise seien identisch mit denen von S21. Die Trassenführung und somit die Eingriffe in diesem Bereich seien daher identisch mit den Planungen von Stuttgart 21.
Kritiker von Kopfbahnhof 21 bemängeln, dem Konzept fehle eine endgültige Linienführung, nachdem nach und nach fünf Trassierungsvarianten vorgeschlagen worden seien. Es sei baulich nicht zum Ende durchgeplant und ohne schlüssiges betriebliches Konzept. Eine dem heutigen Konzept entsprechende Lösung sei, als eine von vier grundsätzlich denkbaren Varianten, bis 1995 geprüft und dabei verworfen worden.
Nachteilig sei auch, dass eine städtebauliche Entwicklung in der Innenstadt im Gegensatz zu Stuttgart 21 nicht möglich sei. Alle freiwerdenden Flächen haben lange gemeinsame Kanten mit in Betrieb stehenden Bahnanlagen, wodurch die Wohn- und Aufenthaltsqualität gemindert wird und teilweise gesundheitsrelevante Schallimmissionen auftreten.

## Rechtsverfahren
Im Urteil zu einem vom Bund für Umwelt und Naturschutz Deutschland (BUND) sowie zwei Wohnungseigentümern angestrengten Verfahren gegen den Planfeststellungsbeschluss für den Planfeststellungsabschnitt 1.1 des Projekts Stuttgart 21 kommt der Verwaltungsgerichtshof Baden-Württemberg zu dem Schluss, dass es „zweifelhaft“ sei, „ob das Projekt ‚K 21‘ eine Alternative zu ‚S 21‘ sein könne“.